# Friedrich Koenen (Komponist)
Friedrich Koenen (30. April 1829 in Rheinbach – 6. Juli 1887 in Köln) war ein deutscher Domkapellmeister, Komponist und römisch-katholischer Geistlicher, der vor allem für seine Beiträge zur Kirchenmusik bekannt ist.

## Leben
Friedrich Koenen wurde am 30. April 1829 in Rheinbach geboren. Seine Eltern waren Wilhelm Lothar Josef Koenen und Anna Gertrud geb. Roesen. Der Vater (*  26. November 1802 in Niederberg, Koblenz) war Lehrer in Rheinbach. Friedrich hatte einen Bruder Heinrich und eine Schwester Adelheid.
Koenen wurde 1854 zum Priester geweiht. 1862/63 studierte er Kirchenmusik in Regensburg bei Joseph Schrems und Franz Xaver Witt. Danach wurde er Musiklehrer am Priesterseminar Köln und seit 1863 Domkapellmeister in Köln, wo er als Nachfolger von Carl Leibl eine bedeutende Rolle in der Kölner Dommusik spielte. Seine Kompositionen und Arrangements trugen zur Bereicherung des musikalischen Repertoires der Kirche bei. Im selben Jahr wurde er auch erster Leiter des Knabenchores am Kölner Dom. 1869 gründete er den Cäcilienverein für Chormusik, dem er als Präses bis zu seinem Tod vorstand.
Er schuf ca. 60 Werke, die hauptsächlich der Kirchenmusik zuzuordnen sind: 14 Messen, 30 Motetten zu Kirchenfesten, zwei Kirchenkantaten, ein Te Deum, Psalmen und Orgelbegleitsätze zu Gesangbuchliedern.
Die Missa in Honorem SS. Trium Regum (Dreikönigsmesse) entstand 1880 für den Knabenchor.
Friedrich Koenen starb am 6. Juli 1887 im Alter von 58 Jahren in Köln an einem Herzinfarkt.